# New York Waiting
New York Waiting är en svensk dramafilm från 2006 i regi av Joachim Hedén. Filmen var Hedéns regidebut och i rollerna ses endast mindre kända skådespelare.

## Om filmen
Inspelningen ägde rum i New York, Miami och Los Angeles i USA med Jonas Sörensson som producent och Patrik Thelander, Jeff Richt och Hans Hansson som fotografer. Filmen klipptes av Hedén och premiärvisades i april 2006 i USA. Den hade premiär i Sverige den 26 augusti och gavs ut på DVD 1 november samma år. Dialogen i filmen är på engelska.
Vid den ryska Baltic Debut Film Festival 2006 belönades Hedén med pris för bästa regi.

## Handling
Sidney gör en sista ansträngning att återförenas med sin stora kärlek Coreen och skickar en flygbiljett till henne där han ber henne möta honom i New York. Under tiden som Sidney väntar på henne möter han Amy, som han tillbringar en dag tillsammans med och fattar tycke för. Beslutet att försöka återförenas med Coreen är nu inte lika lätt att stå för.

## Rollista
- Chris Stewart – Sidney
- Annie Woods – Amy
- Katrina Nelson	– Coreen
- Don Wildman – Michael
- Molly Fix – Jenny
- Joe Flood – taxichaufför
- Angelic Carney	– Jennifer
- D.C. Douglas – Exion
- Kristin Johansen – servitris på restaurangen
- R. Maria Petsakos – servitris på kaféet
- Victor Kobayashi – affärsman 1
- Rachen Assapiomonwait	– affärsman 2
- Megan Alter – kvinna i baren
- Judy Moss – granne
- John Trapani – kamerabutiksinnehavare

## Mottagande
I Sverige fick filmen ett övervägande negativt mottagande och har genomsnittsbetyget 2,0/5 (baserat på tio recensioner) på sajten Kritiker.se, som sammanställer recensioner av bland annat filmer.